# Wölfersheim
Wölfersheim település Németországban, Hessen tartományban. Lakosainak száma 9764 fő (2023. december 31.). Wölfersheim Reichelsheim (Wetterau) és Echzell községekkel határos.

## Népesség
A település népességének változása:
| Lakosok száma | 9093 | 9207 | 9427 | 9609 | 9808 | 9717 | 9711 | 9911 | 9745 | 9764 |
|               | 1999 | 2001 | 2003 | 2005 | 2007 | 2010 | 2012 | 2017 | 2021 | 2023 |